# Never Be the Same
Never Be the Same er en sang indspillet af den australske sanger Jessica Mauboy. Den blev skrevet af Mauboy, Anthony Egizii og David Musumeci, og produceret af DNA. Sangen blev udgivet den 7. marts 2014, som fjerde single fra Mauboys tredje studiealbum, Beautiful. "Never Be the Same" er en pop og R&B power ballade, der handler om "det forvirrende i at blive voksen, og det faktum, at ændringer i livet er uundgåelige". Sangen modtaget positive anmeldelser fra kritikere, som bemærkede det som en følelsesmæssig og kraftfuld spor og roste Mauboys vokalpræstation.
"Never Be the Same" toppede som nummer seks på ARIA Singles Chart og blev Mauboys syvende top-ti single. Det blev certificeret platin af Australian Recording Industry Association for at sælge over 70.000 eksemplarer. Den medfølgende musikvideo blev instrueret af Lawrence Lim og havde den australske skuespillerinde Miah Madden til at spille en yngre udgave af Mauboy. Videoen fik en positiv modtagelse fra kritikerne, der roser bruserscener og noterede det som "en fantastisk skridt op" fra Mauboy. "Never Be the Same" er blevet udført på Today og Sunrise, og blev brugt til at fremme den amerikansk drama-serie Revenge på australsk tv.

## Skrivning og produktion
"Never Be the Same" blev skrevet af Jessica Mauboy, Anthony Egizii og David Musumeci, og produceret af Egizii og Musumeci under deres produktionsnavn DNA. Det var den sidste sang skrevet til Mauboys tredje studiealbum Beautiful. Mauboys vokaler blev indspillet hos Sony Studios i Sydney. Egizii mixede sporet og håndtere også programmering og nøgler. Mastering blev udført af Tom Coyne på Sterling Sound i New York. Musikalsk er "Never Be the Samme" en pop  og R&B power ballade med tekster om "sammenblanding af at vokse op, og det faktum, at ændringer i livet er uundgåelige".
Mauboy fortalte The Canberra Times, at "Never Be the Same" er hendes yndlingsnummer på albummet og afslørede at den "fortæller om et øjeblik, jeg gjorde noget, der er beklageligt, men på samme tid forsøger at ordne det, før det [ var] for sent!". I et interview med The Daily Telegraph, sagde hun, at det er den "mest sårbare" sang hun nogensinde har sunget, og tilføjede, at hun chokerede DNA, når hun dukkede vred op ved skrivningen. "Disse drenge kender mig så godt, men jeg gik der med så megen vrede og med tillid om, hvad jeg ville sige, hvordan jeg ville have denne sang til at være, at de standsede et øjeblik".

## Frigivelse og modtagelse
"Never Be the Same" blev udgivet som en video single den 7. marts 2014. En CD single blev udgivet den 25. april 2014 og byder på en eksklusiv akustisk version af den første single fra Beautiful, "To the End of the Earth". Jana Angeles fra Renowned For Sound beskrevet "Never Be the Same" som "en følelsesmæssig track" og skrev, at det er en af de sange på Beautiful at "have ærlige tekster og der er tydeligt talt fra hjertet". Jamie Horne fra The Border Mail bemærkede, at sangen montrer Mauboys vokale færdigheder,, mens Australian Recording Industry Association kaldte det "en stærk ballade".] Suzie Keen fra In Daily tilføjede, at sangens tekst "Let me tell you 'bout a girl / that I used to be / Same name, same face / but a different me", explains the album's "feeling of defiance and strength" forklarer albummets "følelse af trods og styrke" og "hints på rejsen som Mauboy har været på." 106.3FM kaldte det "en følelsesladet sang", der "viser Mauboys dynamiske stemme".
Efter sin udgivelse debuterede "Never Be the Same" som nummer 21 på ARIA Singles Chart den 17. marts 2014. Den følgende uge, flyttede den op til nummer 16, hvor den forblev i to på hinanden følgende uger. I sin sjette uge på listen, toppede sangen som nummer seks og blev Mauboys syvende top-ti single.  "Never Be the Same" blev certificeret platin af Australian Recording Industry Association for at sælge over 70.000 eksemplarer.

## Promotion
I marts 2014 blev "Never Be the Same" brugt til at fremme den amerikanske dramaserie Revenge på australsk tv. [ 2 ] Mauboy udførte sangen på Today  (14. april 2014) og Sunrise (16. maj 2014) .

### Musikvideo
Musikvideoen blev instrueret af Lawrence Lim  og filmet på to dage i marts 2014. Strandscenerne i videoen blev filmet i Manly, New South Wales. Billeder fra optagelserne, viser Mauboy lænet mod palmeblade og iført en stropløs palme trykt badedragt med hendes våde hår slikkede tilbage, blev lagt ud på hendes Instagram konto den 4. marts 2014. En Bag Kulisserne video af optagelserne blev lagt på YouTube den 10. marts 2014. Den officielle video blev uploadet til Mauboys Vevo konto den 17. marts 2014. Miah Madden vises i videoen som en ung Mauboy. Madden har tidligere spillede en yngre version af Mauboys karakter Julie McCrae i The Sapphires (2012).
Videoen begynder med uhyggelige musik spiller i baggrunden, mens scener af bølger, mørke skyer, en mørk skov, en champagneglas der er slået itu og tøj bliver smidt i en kuffert, bliver vist. Yderligere natur omfatter en vippe, en ung pige spiller på swing, en spisestue og en opholdsstue. Da sangen begynder, ses Mauboy synge teksterne forskellige steder, herunder en entre, på en seng, close-up ind i kameraet, og halvnøgen i brusebadet. Dette intercut med scener af en yngre Mauboy løber gennem en mørk skov. Da sangen kommer til en ende, kører både Mauboy og hendes yngre selv til stranden, hvor de mødes og knusser. Under et interview med The Kyle and Jackie O Show, sagde Mauboy det var "lidt tåge fra dampen" der dækkede hendes private dele i brusebadet.
Nova FM kaldte det en "utrolig video" og skrev "det er et fantastisk skridt op" fra Mauboy. Carmarlena Murdaca af MusicFix beskrev brusescener som "lummer" og foreslog, at Mauboy skulle "bruge sæbevand boblebad næste gang ". Alicia Vrajlal af Daily Mail kommenteret også på brusescener, og kaldte dem "sydende" og "intime".

## Spor
- CD single[10]

1. "Never Be the Same" – 3:52
2. "To the End of the Earth" (Akustik)

## Medvirkende og personale
Credits tilpasset fra noter fra Beautiful.

### Steder
- Optaget på Sony Studios i Sydney, Australien.
- Mastereret hos Sterling Sound i New York.

### Personale
- Sangskrivning - Jessica Mauboy , Anthony Egizii, David Musumeci
- Produktion - DNA
- Mixing - Anthony Egizii
- Programmering og keys - Anthony Egizii
- Mastering - Tom Coyne

## Hitlister
| Hitliste (2014)   | Top position |
| ----------------- | ------------ |
| Australien (ARIA) | 6            |